# کاستسیوکوویچی
کاستسیوکوویچی (به لاتین: Kastsyukovichy) یک منطقهٔ مسکونی در بلاروس است که در منطقه موگیلف واقع شده‌است. کاستسیوکوویچی ۱۵٬۹۹۳ نفر جمعیت دارد.